# Lienardia lischkeana
Lienardia lischkeana é uma espécie de gastrópode do gênero Lienardia, pertencente a família Clathurellidae.